# إريك جان-لويس
اريك جان-لويس (بالفرنسية: Eric Jean-Louis)‏ هو رسام وفنان هايتي، ولد في 1957 في جيريمي في هايتي.